# Кемпферт, Берт
Берт Кэмпферт (нем. Bert Kaempfert (Kämpfert); полное имя Бертольд Кэмпферт; 16 октября 1923[…], Гамбург — 21 июня 1980[…], Мальорка, Балеарские острова) — немецкий композитор, аранжировщик и руководитель эстрадного оркестра, чья широкая популярность пришлась на 1960-е годы.

## Жизнь и творчество
Берт Кэмпферт родился и вырос в Гамбурге в семье художника и декоратора. С шестилетнего возраста играл на фортепиано, которое родители купили сыну за 500 марок полученные по страховому случаю. Домашние занятия на фортепиано выявили хорошие музыкальные способности и постепенно, с годами упорных занятий Кэмпферт стал признанным виртуозом игры на рояле и аккордеоне. В годы нарастающей диктатуры нацистов родители поддерживали культурное развитие сына и способствовали его устройству в музыкальное училище для особо одарённых детей. Во время Второй мировой войны служил музыкантом в оркестре Военно-морских сил Германии на военно-морской базе в Гамбурге. Тот военный оркестр исполнял марши и народные песни, но Кэмпферта больше интересовала американская музыка в стиле джаза. Кэмпферт поплатился за свои интересы, которые не совпадали с нацистской пропагандой и в 1944 году был арестован «за прослушивание английского радио» с передачами музыки оркестра Гленна Миллера, за что и отсидел месяц в тюрьме. После войны, окончив музыкальное училище, Кэмпферт основал свой джазовый биг-бэнд и гастролировал по Германии, а также получал заказы на музыкальные номера, сотрудничая с английской радиостанцией British Forces Network (BFN).
В конце 50-х создал свою компанию звукозаписи. В 1961 году был продюсером ещё малоизвестных музыкантов из Англии, начинающих карьеру под названием The Beatles. Кэмпферт подписал контракт с «Битлз» на запись аккомпанемента для певца Тони Шеридана. Записав одну пластинку под руководством Кэмпферта, «Битлз» продолжали играть в стриптиз-клубе «Star Club» в квартале ночных развлечений Репербан, что не устраивало добропорядочного Кэмпферта, и их творческие пути разошлись.
Оригинальные музыкальные композиции Кэмпферта вошли в репертуар многих оркестров и музыкантов мира, таких как Фрэнк Синатра, Энгельберт Хампердинк, Элвис Пресли, Том Джонс и многих других. В своих аранжировках и звучании оркестра Кемпферт во многом опирался на свинговую традицию «шаффл-стиля», разработанного знаменитым американским бэнд-лидером Томми Дорси. Кемпферт испытал также значительное влияние Рэя Кониффа, особенно заметное в использовании вокального ансамбля совместно с биг-бэндом и гармоничном сочетании джазового стиля оркестровки с традиционной классической музыкой. Следуя примеру Кониффа, Кэмпферту также удалось соединить биг-бэндовый свинг с практикой поп-коллективов и амбиентной музыкой отдыха (стиль Easy listening), периодически используя вокализ хора во многих своих записях. Записи оркестра и отдельных песен Кэмпферта на виниловых и цифровых носителях изданы во многих странах; общее количество проданных в мире записей Кэмпферта исчисляется десятками миллионов копий.
Наиболее известными песнями Кемпферта являются «Путники в ночи» («Strangers in the Night»), «The World We Knew (Over and Over)», и «L.O.V.E», ставшие классикой популярной музыки.
Некоторые факты из биографии:
- Кэмпферт был женат вполне счастливым браком на подруге молодости Аннелоре, с которой познакомился в 1945 году, после окончания войны. Через год после знакомства, в августе 1946 года Берт Кэмпферт и Аннелоре заключили брачный союз, в семье родились двое дочерей.
- Свой первый музыкальный хит «Wonderland by Night» Берт Кемпферт записал в 1959 году.
- «Путники в ночи» («Strangers in the Night») на слова Чарли Синглтона и Эдди Снайдера сначала была записана как часть оркестровки к фильму 1965 года «A Man Could Get Killed». Песня «Strangers in the Night» стала хитом № 1 в исполнении Фрэнка Синатры в 1966 году и вошла в новый альбом Синатры, который стал золотым по количеству проданных копий.
- Песня «Wooden Heart» в исполнении Элвиса Пресли в фильме «Солдатский блюз» — хит 1961 года. Аранжировка Кемпферта народной немецкой песни «Muss i denn». Кавер-версия этой песни была исполнена Joe Dowell и стала хитом лета 1961 года, осенью того же года № 1 в чартах Billboard Hot 100.
- Инструментальная композиция «Луна над Неаполем» («Moon Over Naples»), в дальнейшем «Spanish Eyes», стала сначала хитом в исполнении Al Martino, позже её неоднократно исполняли Энгельберт Хампердинк, Элвис Пресли, Том Джонс и другие. В СССР её исполнял ансамбль «Мелодия» — она присутствует на альбоме коллектива «Популярная мозаика», выпущенном в 1974 году и представляющем собой сборник популярных зарубежных мелодий.
- «Danke Schoen» — одна из самых узнаваемых песен Уэйна Ньютона.
- «L-O-V-E» стала хитом в исполнении Нэта Кинг Коула, а «Almost There» достигла № 2 в британских чартах в исполнении Энди Уильямса.